# منطقه اقتصادی شمالی
منطقه اقتصادی شمالی (روسی: Се́верный экономи́ческий райо́н) یکی از دوازده منطقه اقتصادی روسیه است.